# Hato Bus
Hato Bus Co., Ltd (株式会社はとバス, Kabushiki-gaisha Hato basu) est une compagnie de bus touristique au Japon, basée à Heiwajima, dans l'arrondissement d'Ōta à Tokyo. Elle exploite principalement des itinéraires réguliers à Tokyo, dans la préfecture de Kanagawa et dans la préfecture de Chiba, ainsi que des bus touristiques réguliers dans la région de Kanto. La société propose également des services de location de bus.
Hato Bus est actuellement une entreprise publique non cotée au capital social de 450 millions de yens. Le gouvernement métropolitain de Tokyo est le principal actionnaire, qui détient 37,9% des actions de la société. Hato Bus compte 1064 employés, son chiffre d'affaires net est de 17,4 milliards de yens et possède 136 bus touristiques en 2019. Le gouvernement de Tokyo a créé Hato Bus en 1948 pour aider les touristes japonais à se déplacer dans Tokyo.

## Histoire

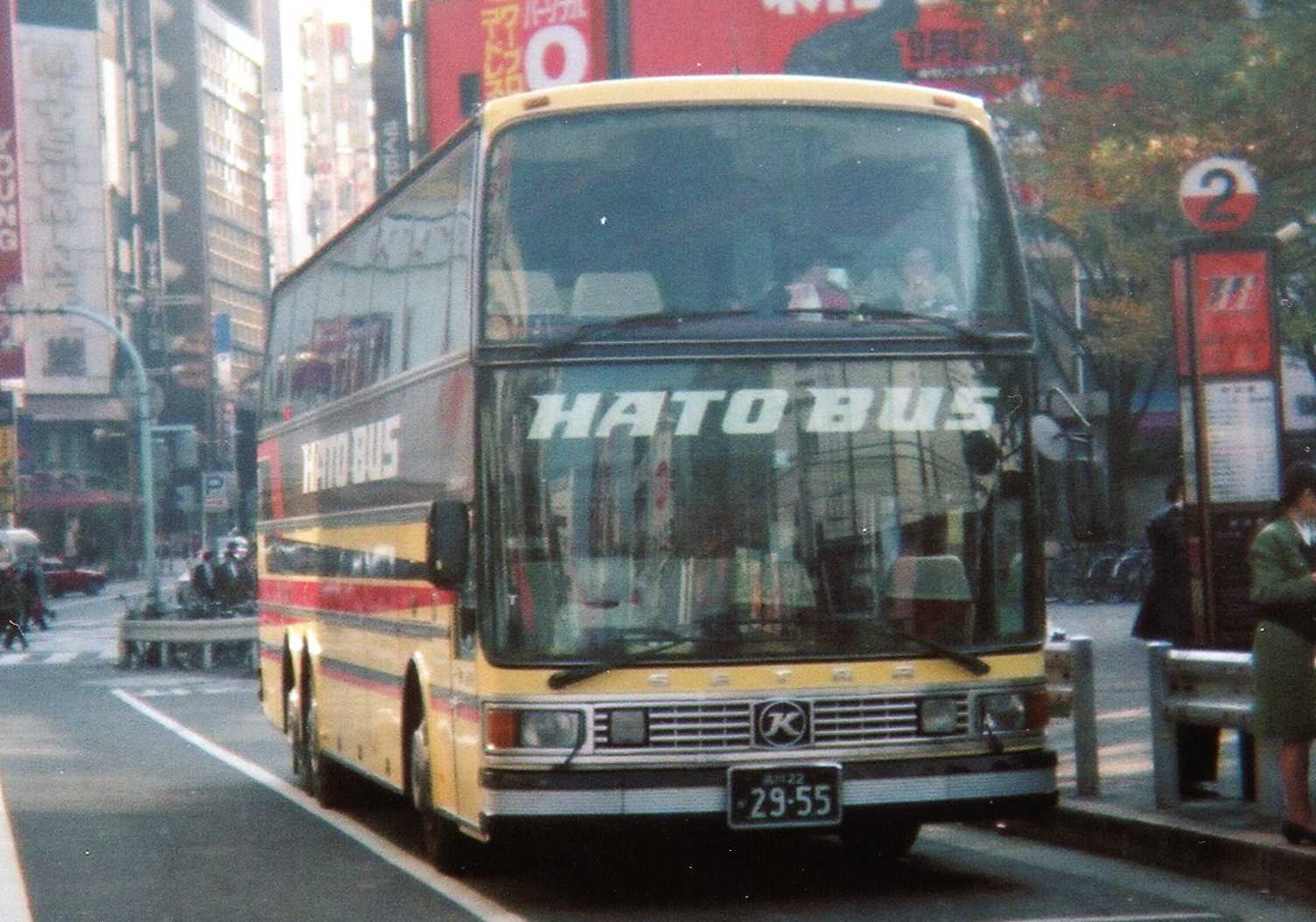
Kässbohrer Setra S 216 HDS. Opérateur Hato Bus.

Le 14 août 1948, New Japan Tourism Co., Ltd. a été créée avec un capital de 20 millions de yens, et elle a exploité son premier bus affrété de groupe en janvier 1949. En mars 1949, l'activité des bus touristiques a été transférée au gouvernement métropolitain de Tokyo avec une équipe initiale de cinq guides. La société a lancé des services réguliers de bus touristiques d'une demi-journée à Tokyo. En avril 1951, la société a lancé des services réguliers de visites nocturnes. En septembre 1951, il a commencé des cours d'une journée à Tokyo et, en juin 1953, une tournée en anglais s'adresse aux visiteurs non japonais. L'entreprise prend son nom actuel en 1963.

## Activités
Les principales activités de Hato Bus Company sont les bus touristiques réservés et les circuits en bus planifiés.
Hato Bus Company s'est également implantée dans un certain nombre d'industries différentes, notamment le tourisme, l'hôtellerie, la réparation automobile et la location immobilière. Il propose désormais diverses offres de circuits en bus dans d'autres langues pour les touristes étrangers.